# Суперкубок Англии по футболу 1964
Суперку́бок А́нглии по футболу 1964 (англ. 1964 FA Charity Shield) — 42-й розыгрыш Суперкубка Англии, ежегодного футбольного матча, в котором встречались победители Первого дивизиона и обладатели Кубка Англии. Матч прошёл на стадионе «Энфилд» в Ливерпуле 15 августа 1964 года. В нём встретились «Ливерпуль», чемпион Первого дивизиона в сезоне 1963/64, и «Вест Хэм Юнайтед», обладатель Кубка Англии 1964 года.

## Отчёт о матче
| Ливерпуль                    | 2:2 | Вест Хэм Юнайтед            |
| ---------------------------- | --- | --------------------------- |
| Уоллес 28′ · Джерри Берн 49′ |     | Джонни Берн 41′ · Херст 84′ |